# هال كونولي
هال كونولي (بالإنجليزية: Hal Connolly)‏ هو منافس ألعاب قوى أمريكي، ولد في 1 أغسطس 1931 في سومرفيل في الولايات المتحدة، وتوفي في 18 أغسطس 2010 في كاتونسفيل في الولايات المتحدة.

## وصلات خارجية
- هال كونولي على موقع الاتحاد الدولي لألعاب القوى (الإنجليزية)
- هال كونولي على موقع الاتحاد الأمريكي لسباقات المضمار والميدان، قاعة المشاهير (الإنجليزية)
- هال كونولي على موقع اللجنة الأولمبية الدولية (الإنجليزية)
- هال كونولي على موقع أوليمبيديا (الإنجليزية)